# Fort Pierce South
Fort Pierce South es un lugar designado por el censo ubicado en el condado de Santa Lucía en el estado estadounidense de Florida. En el Censo de 2010 tenía una población de 5062 habitantes y una densidad poblacional de 691,84 personas por km².

## Geografía
Fort Pierce South se encuentra ubicado en las coordenadas 27°24′35″N 80°21′14″O / 27.40972, -80.35389. Según la Oficina del Censo de los Estados Unidos, Fort Pierce South tiene una superficie total de 7.32 km², de la cual 7.32 km² corresponden a tierra firme y (0 %) 0 km² es agua.

## Demografía
Según el censo de 2010, había 5062 personas residiendo en Fort Pierce South. La densidad de población era de 691,84 hab./km². De los 5062 habitantes, Fort Pierce South estaba compuesto por el 65.39 % blancos, el 15.92 % eran afroamericanos, el 0.47 % eran amerindios, el 0.79 % eran asiáticos, el 0.12 % eran isleños del Pacífico, el 14.32 % eran de otras razas y el 2.98 % pertenecían a dos o más razas. Del total de la población el 31.31 % eran hispanos o latinos de cualquier raza.